# Ao Cavaquinho de Ouro
Ao Cavaquinho de Ouro foi uma loja de instrumentos musicais no Rio de Janeiro.
Situada na rua da Alfândega, nº 168A, servia como ponto de encontro de músicos do chorinho carioca das duas primeiras décadas do século XX, que ali se reuniam para tocar. Quincas Laranjeiras dava aulas de música no local, tendo alunos como João Pernambuco, que se tornaria seu amigo.
Luís de Sousa, Juca Kalut, Mário Cavaquinho, Anacleto de Medeiros e Agustín Barrios também frequentavam a loja. Heitor Villa Lobos estreou ali como músico de choro, interpretando ao violão músicas de Catulo da Paixão Cearense, Ernesto Nazaré e Sátiro Bilhar.